# Ice Ice Baby
«Ice Ice Baby» es una canción de hip hop escrita por el rapero estadounidense Vanilla Ice y DJ Earthquake. Se basó en la línea de bajo de «Under Pressure» de Queen y David Bowie, quien inicialmente no recibió crédito por autoría de canciones ni regalías hasta que se convirtió en éxito. Originalmente lanzado en el álbum debut de 1989 de Vanilla Ice, Hooked, y más tarde en su debut nacional en 1990, To the Extreme, es su canción más conocida. Ha aparecido en forma remezclada en Platinum Underground y Vanilla Ice Is Back!. Aparece una versión en vivo en el álbum Extremely Live, mientras que una versión nu metal aparece en el álbum Hard to Swallow, bajo el título «Too Cold».
«Ice Ice Baby» se lanzó inicialmente como el lado B de la versión de «Play That Funky Music» de Vanilla Ice, pero el sencillo no tuvo éxito inicialmente. Cuando el disc jockey David Morales tocó «Ice Ice Baby» en su lugar, comenzó a tener éxito. «Ice Ice Baby» fue el primer sencillo de hip hop que encabezó el Billboard Hot 100.  Fuera de los Estados Unidos, la canción encabezó las listas en Australia, Bélgica, los Países Bajos, Nueva Zelanda, la República de Irlanda y el Reino Unido, ayudando así a la canción a diversificar el hip hop presentándolo a un público mayoritario.

## Letras y música

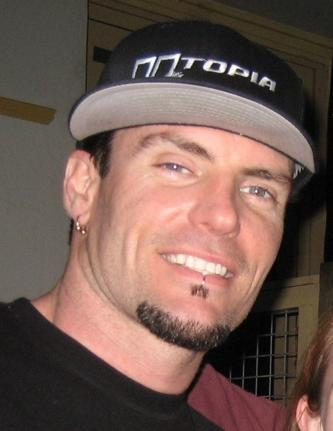
Vanilla Ice basó las letras de la canción en el área del sur de Florida en la que vivió.

Robert Van Winkle, más conocido por su nombre artístico Vanilla Ice, escribió «Ice Ice Baby» en 1983 a la edad de 16 años, basando sus letras en sus experiencias en el Florida del Sur. Las letras describen un tiroteo y las habilidades de rima de Van Winkle. El coro de «Ice Ice Baby» tiene su origen en el canto característico de la fraternidad nacional afroamericana Alpha Phi Alpha. De la letra de la canción, Van Winkle declaró en una entrevista en 2001 que «Si lanzaras "Ice Ice Baby" hoy, encajaría en el respeto lírico de hoy entre los pares, ¿sabes lo que estoy diciendo? [...] Mis letras no son, "¡Bombea, vete! ¡Ve!" Al menos estoy diciendo algo».
El gancho de la canción muestra la línea de bajo de la canción de 1981, «Under Pressure», de Queen y David Bowie, quienes no recibieron crédito ni regalías por la muestra. En una entrevista de 1990, Van Winkle dijo que las dos melodías eran ligeramente diferentes porque había agregado una nota adicional, una anacrusa («captación») entre las repeticiones impares y subsecuentes de la muestra de «Under Pressure». En entrevistas posteriores, Van Winkle admitió fácilmente que tomó muestras de la canción y afirmó que su declaración de 1990 era una broma; otros, sin embargo, sugirieron que había sido serio. Después de que los representantes de Queen y Bowie amenazaron con una demanda por infracción de derechos de autor en su contra, el asunto fue resuelto fuera de la corte, y se le exigió a Van Winkle que pagara una recompensa financiera a los artistas originales. Bowie y todos los miembros de Queen también recibieron crédito por la composición de la muestra.
En diciembre de 1990, Van Winkle contó a la revista británica de música juvenil Smash Hits, dónde se le ocurrió la idea de probar «Under Pressure»:

«La forma en que hago las cosas es revisar los viejos registros que tiene mi hermano. Solía escuchar rock and roll y cosas así. Escuché funk y hip hop porque el rock no era realmente mi época. Pero teniendo un hermano así, bueno, acabo de mezclar los dos, y él tenía una copia de "Under Pressure". Y poner esos sonidos al hip hop fue genial».
 Robert Van Winkle  Smash Hits

Van Winkle se describió a sí mismo como el primer rapero que cruzó al mercado pop y dijo que aunque su condición pionera lo obligó a «tomarle el pelo a mucha gente» por el uso de muestras de su música, las críticas que recibió por el uso de la muestra permitieron tomar muestras para ser aceptable en el hip hop convencional.

## Lanzamiento
«Ice Ice Baby» fue lanzado inicialmente por Ichiban Records como el lado B de la portada de «Play That Funky Music» de Van Winkle. El sencillo de 12 pulgadas presentó la versión de radio, instrumental y a capela de «Play That Funky Music» y la versión de radio y el remix «Miami Drop» de «Ice Ice Baby». Cuando un disc jockey tocabaa «Ice Ice Baby» en lugar del lado A del sencillo, la canción obtuvo más éxito que «Play That Funky Music». Se produjo un video musical para «Ice Ice Baby» por $8000 dólares. El video fue financiado por el gerente de Van Winkle, Tommy Quon, y se filmó en el techo de un almacén en Dallas, Texas. En el video, Van Winkle aparece mostrando las letras mientras él y otros bailan al ritmo de la canción. La gran difusión del video de The Box, mientras que Van Winkle era aún desconocido, aumentó el interés del público en la canción. «Ice Ice Baby» recibió su propio sencillo, lanzado en 1990 por SBK Records en los Estados Unidos, y EMI Records en el Reino Unido. El sencillo de SBK contenía «Miami Drop», mezclas instrumentales y de radio de «Ice Ice Baby» y la versión del álbum de «It's A Party». El sencillo de EMI contenía el club y las mezclas de radio de la canción, y la edición de radio acortada. El sencillo fue retirado rápidamente del mercado estadounidense poco después de que la canción llegara al número uno, en un intento exitoso de impulsar a los consumidores a comprar el álbum.

## Recepción
«Ice Ice Baby» obtuvo la aclamación de la crítica, y fue el primer sencillo de hip hop en encabezar las listas de Billboard. Se le ha acreditado por ayudar a diversificar el hip hop al presentarlo a un público mayoritario.
El comentarista de Entertainment Weekly, Mim Udovitch, escribió que «[Vanilla Ice] probablemente habría marcado con su sencillo exitoso de rap, "Ice Ice Baby", incluso si no hubiera sido blanco. Hay algo sobre la forma en que se engancha — una muestra de "Under Pressure" de Queen y David Bowie — que te agarra y te arroja a la pista de baile». Network 40 escribió: «Como Mellow Man Ace, el rap se derrite lentamente y es tanto una pieza de humor como una canción de crucero. Un campeón de motocross de Dallas vía Miami, Ice, de 22 años, dice que es hora de relajarse».
Tras el éxito de la canción, el rapero de California. Mario "Chocolate" Johnson, socio del productor de discos Suge Knight, afirmó que había ayudado a escribir la canción, y que no había recibido crédito ni regalías. Knight y dos guardaespaldas llegaron a The Palm en West Hollywood, donde Van Winkle estaba comiendo. Después de empujar a los guardaespaldas de Van Winkle a un lado, Knight y sus propios guardaespaldas se sentaron frente a Van Winkle, mirándolo fijamente antes de preguntar «¿Cómo estás?». Incidentes similares se repitieron en varias ocasiones antes de que Knight apareciera en la suite de Van Winkle en el decimoquinto piso del Hotel Bel Age, acompañado por Johnson y un miembro de Los Angeles Raiders. Según Van Winkle, Knight lo llevó solo al balcón e insinuó que despediría a Van Winkle a menos que firmara los derechos de la canción sobre Knight.

## Legado
Después de que el público comenzó a ver a Van Winkle como un acto de novedad y una estrella del pop en lugar de un rapero legítimo, su popularidad comenzó a disminuir. El rapero Eminem radicado en Detroit dice que cuando escuchó por primera vez «Ice Ice Baby», «Sentí que ya no quería volver a rapear. Estaba tan enojado, porque lo estaba haciendo realmente difícil para mí». Van Winkle perdió cierta credibilidad entre los fanáticos del hip hop, pero luego comenzó a recuperar algo de éxito, atrayendo a una nueva audiencia fuera de la audiencia principal que antes lo había aceptado, y luego lo rechazó. «Ice Ice Baby» sigue siendo la canción más conocida internacionalmente para Van Winkle, aunque él afirma que a sus seguidores estadounidenses les gusta más su música más nueva.
Según Rolling Stone, la controversia «Ice Ice Baby»-«Under Pressure» es un caso histórico de derechos de autor de la música, ya que «provocó una discusión sobre las acciones punitivas tomadas en los casos de plagio». Jordan Runtagh de la revista agregó: «Aunque [Vanilla Ice] pagó el precio, algunos argumentan que no es suficiente para compensar la credibilidad potencial perdida por Queen y David Bowie, quienes ahora están vinculados a él a través de una colaboración a la que no tuvieron otra opción».
Una versión en vivo de la canción apareció en el álbum Extremely Live. «Ice Ice Baby» fue regrabada en una versión nu metal titulada «Too Cold». Originalmente destinado a ser lanzado como una pista oculta o lado B, «Too Cold» apareció en el álbum de Van Winkle de 1998, Hard to Swallow, y se convirtió en un éxito de radio en algunos mercados. En 2000, un remix titulado «Ice Ice Baby 2001» fue lanzado en Europa como sencillo, con un video musical recientemente producido. La remezcla generó un nuevo interés internacional en la música de Van Winkle.
VH1 y Blender clasificaron a «Ice Ice Baby» en el quinto lugar en su lista de las «50 canciones más asombrosamente malas de todos los tiempos». También recibió la distinción por parte de Houston Press  como la peor canción que jamás haya emanado de Texas. En 1999, el video musical de la canción fue «retirado» en el especial de MTV, 25 Lame, en el que el propio Van Winkle pareció destruir la cinta maestra del video. Dado un bate de béisbol, Van Winkle terminó destruyendo el set del programa. En diciembre de 2007, la canción ocupó el puesto número 29 en las 100 mejores canciones de los años 90 de VH1.
En noviembre de 2011, MTV Dance clasificó a «Ice Ice Baby» en el puesto número 71 de su lista de «Los 100 himnos de baile más grandes de todos los tiempos».
En 1991, Alvin and the Chipmunks lanzaron una versión titulada «Ice Ice Alvin» para su álbum  The Chipmunks Rock the House. "Weird Al" Yankovic  incluyó el coro como la canción final en «Polka Your Eyes Out», , el polka medley de su álbum de 1992 Off the Deep End. En 2010, la canción apareció en el episodio de Glee, «Bad Reputation», interpretado por Will Schuester (Matthew Morrison).
En 2019, Dog blood que está conformado por Skrillex y Boys Noise, lanzaron un tema llamado "Turn Of The Lights", que el nombre lo adquirieron de Ice Ice Baby, en la cual en el primer verso de la canción se menciona "Turn Of The Lights".

## Lista de canciones

### Lanzamiento de 1990
| Sencillo de 7" 1. «Ice Ice Baby» (radio mix) – 4:29 2. «Ice Ice Baby» (radio mix edit) – 3:49 Maxisencillo de 12" – Estados Unidos 1. «Ice Ice Baby» (radio mix) – 4:28 2. «Ice Ice Baby» (Miami drop mix) – 4:59 3. «Play That Funky Music» (radio mix) – 4:39 4. «Play That Funky Music» (instrumental mix) – 4:36 5. «Play That Funky Music» (a cappella mix) – 4:32 Maxisencillo de 12" / Maxisencillo en CD – Estados Unidos 1. «Ice Ice Baby» (radio mix) – 4:28 2. «Ice Ice Baby» (Miami drop mix) – 4:59 3. «Ice Ice Baby» (Miami drop instrumental) – 4:59 4. «Ice Ice Baby» (a cappella mix) – 3:46 5. «Play That Funky Music» (radio mix) – 4:39 6. «Play That Funky Music» (instrumental mix) – 4:36 7. «Play That Funky Music» (a cappella mix) – 4:32 | Maxisencillo en CD – Europa 1. «Ice Ice Baby» (radio edit) – 3:46 2. «Ice Ice Baby» (Miami drop mix) – 5:00 3. «Play That Funky Music» (radio mix) – 4:41 Maxisencillo de 12" – Europa 1. «Ice Ice Baby» (club mix) – 5:02 2. «Ice Ice Baby» (radio mix) – 4:30 3. «Ice Ice Baby» (radio mix edit) – 3:49 Maxisencillo de 12" – Reino Unido 1. «Ice Ice Baby» (Miami drop mix) – 4:58 2. «Ice Ice Baby» (instrumental mix) – 4:59 3. «Ice Ice Baby» – 4:39 4. «Ice Ice Baby» (radio mix) – 4:28 Casete 1. «Ice Ice Baby» (radio edit) – 3:46 2. «Ice Ice Baby» – 4:39 3. «Ice Ice Baby» (radio edit) – 3:46 4. «Ice Ice Baby» – 4:39 Maxisencillo en CD – Alemania 1. «Ice Ice Baby» (Miami Drop Mix) 2. «Ice Ice Baby» (A cappella Mix) 3. «Ice Ice Baby» (Miami Drop Mix Instrumental) 4. «Play That Funky Music» (A cappella Mix) |

### Remezclas de 2001
Maxisencillo de 12"
1. «Ice Ice Baby 2001» (Gigi D'Agostino remix)  – 7:17
2. «Ice Ice Baby 2001» (Funky 9ers club dub)  – 4:53
3. «Ice Ice Baby 2001» (House of Wax club-mix)  – 6:06
4. «Ice Ice Baby 2001» (Debart Style re-e-mix)  – 6:42

Maxisencillo en CD
1. «Ice Ice Baby 2001» (House of Wax radio-mix)  – 3:36
2. «Ice Ice Baby 2001» (Gigi D'Agostino remix-edit)  – 3:45
3. «Ice Ice Baby 2001» (Silverwater & Shaw remix)  – 3:42
4. «Ice Ice Baby 2001» (Prepay remix)  – 3:54
5. «Ice Ice Baby 2001» (Steve Baltes remix)  – 3:53
6. «Everytime» (versión del álbum) (feat. 4BY4) – 3:58

### Remezclas de 2008
Maxisencillo de 12"
1. «Ice Ice Baby 2008» (Mondo Electro remix)
2. «Ice Ice Baby 2008» (7th Heaven House remix)
3. «Ice Ice Baby 2008» (Rico NL Jumpstyle remix)
4. «Ice Ice Baby 2008» (Mendezz and Andrew remix)

## Posicionamiento en listas
| Lista (1990–91)                                     | Posición más alta |
| --------------------------------------------------- | ----------------- |
| Alemania (Offizielle Deutsche Charts)               | 2                 |
| Australia (ARIA)                                    | 1                 |
| Austria (Ö3 Austria Top 40)                         | 3                 |
| Bélgica (Flandes) (Ultratop 50)                     | 1                 |
| Canadá (RPM)                                        | 11                |
| Dinamarca (IFPI)                                    | 9                 |
| España (AFE)                                        | 3                 |
| Estados Unidos (Billboard Hot 100)                  | 1                 |
| Estados Unidos (Hot Dance Club Play)                | 28                |
| Estados Unidos (Hot Dance Music/Maxi-Singles Sales) | 6                 |
| Estados Unidos (Hot R&B/Hip-Hop Songs)              | 6                 |
| Finlandia (Suomen virallinen lista)                 | 2                 |
| Francia (SNEP)                                      | 10                |
| Grecia (IFPI)                                       | 2                 |
| Irlanda (IRMA)                                      | 1                 |
| Italia (Musica e Dischi)                            | 8                 |
| Nueva Zelanda (Recorded Music NZ)                   | 1                 |
| Noruega (VG-lista)                                  | 2                 |
| Países Bajos (Dutch Top 40)                         | 1                 |
| Reino Unido (The Official Charts Company)           | 1                 |
| Suecia (Sverigetopplistan)                          | 4                 |
| Suiza (Schweizer Hitparade)                         | 2                 |
| Zimbabue (ZIMA)                                     | 1                 |
| Lista (2004/05)                                     | Posición más alta |
| Estados Unidos (Billboard Hot Ringtones)            | 11                |
| Lista (2006)                                        | Posición más alta |
| Francia (French Singles Chart)                      | 65                |
| Lista (2008)                                        | Posición más alta |
| Estados Unidos (Billboard Hot Ringtones)            | 32                |
| Lista (2014)                                        | Posición más alta |
| Nueva Zelanda (Recorded Music NZ)                   | 5                 |

| Lista (1990)                       | Posición |
| ---------------------------------- | -------- |
| Australia (ARIA)                   | 34       |
| Canadá (RPM)                       | 98       |
| Estados Unidos (Billboard Hot 100) | 45       |
| Nueva Zelanda (Recorded Music NZ)  | 29       |
| (1991)                             | Posición |
| Australia (ARIA)                   | 22       |
| Países Bajos (Dutch Top 40)        | 31       |
| Suiza (Swiss Singles Chart)        | 9        |

## Certificaciones
| País | Certificación | Ventas    |
| --- | ------------- | --------- |
| Alemania | Oro           | 250,000   |
| Australia | Platino       | 70,000    |
| Austria | Oro           | 25,000    |
| Canadá | Oro           | 50,000    |
| Estados Unidos | Platino       | 1,000,000 |
| Reino Unido | Platino       | 600,000   |
| Suecia | Oro           | 25,000    |
| *cifras de ventas basadas únicamente en la certificación ^cifras de envíos basadas únicamente en la certificación xcifras no especificadas basadas únicamente en la certificación |               |           |